# Мойсес Хініч
Мойсес Хініч Брук (ісп. Moises Jinich Bruk, 15 грудня 1927, Мехіко — 2 березня 2015, Мерида) — мексиканський футболіст, що грав на позиції нападника, зокрема, за клуб «Атланте», а також національну збірну Мексики.

## Клубна кар'єра
Протягом своєї професійної кар'єри грав у складі клубів «Атланте» і «Некакса» і був членом Дисциплінарного комітету Мексиканської федерації футболу.

## Виступи за збірну
1954 року дебютував в офіційних матчах у складі національної збірної Мексики. Протягом кар'єри у національній команді провів у її формі 6 матчів, забивши 1 гол. Він єдиний єврей, який коли-небудь брав участь у чемпіонаті світу з футболу у складі збірної Мексики. 
Був присутній в заявці збірної на чемпіонаті світу 1954 року у Швейцарії, але на поле не виходив.

## Поза полем
Після завершення активної кар'єри працював хірургом у Національному автономному університеті Мексики. 
Помер 2 березня 2015 року у місті Мерида, штат Юкатан.